# 江口真纪
江口真纪（日语：／ Eguchi Maki，1978年10月14日—），日本女子篮球运动员，曾随日本国家队参加了2004年夏季奥林匹克运动会女子篮球比赛，最终队伍获得第十名。